# Сан-Віто-ді-Фаганья
Сан-Віто-ді-Фаганья, Сан-Віто-ді-Фаґанья (італ. San Vito di Fagagna) — муніципалітет в Італії, у регіоні Фріулі-Венеція-Джулія,  провінція Удіне.
Сан-Віто-ді-Фаганья розташований на відстані близько 470 км на північ від Рима, 80 км на північний захід від Трієста, 13 км на захід від Удіне.
Населення — 1687 осіб (2014).
Щорічний фестиваль відбувається 15 червня. Покровитель — святий Віт.

## Демографія
Населення за роками:

Станом на 1 січня 2023 року в муніципалітеті офіційно проживало 86 іноземців з 23 країн, серед них 34 громадяни країн Євросоюзу та 2 громадяни України.
Станом на 2023 рік 15 громадянинів України

## Сусідні муніципалітети
- Козеано
- Фаганья
- Мерето-ді-Томба
- Риве-д'Аркано